# Retrato de la tiple Isabel Brú
Retrato de la tiple Isabel Brú es un cuadro del pintor español Joaquín Sorolla, terminado en 1904. Está realizado en óleo sobre lienzo, y tiene un tamaño de 193 x 96,8 cm. Se encuentra en el Museo de Bellas Artes de Valencia. 
El cuadro consiste en un retrato de Isabel Brú, cantante valenciana de zarzuela.